# Noa Ros
Noa Ros Esteller (Cuevas de Vinromá, Castellón, 28 de octubre de 2002) es una gimnasta rítmica española. Es internacional con la selección nacional de España en modalidad individual. Perteneciente al Club Mabel de Benicarló, ha sido además campeona de España en categoría de honor (2019).

## Biografía deportiva

### Etapa en la selección nacional
En junio de 2019 se proclamó campeona de España en la general de la categoría de honor en el Campeonato de España Individual de Palma de Mallorca, por delante de María Añó (plata) y de Natalia García (bronce). En agosto fue 5ª en la general en el Torneo Internacional Grácia Cup de Budapest.